# Piura (Stadt)
Piura ist eine Stadt im Norden des südamerikanischen Anden-Staates Peru und Hauptstadt der gleichnamigen Region Piura.

## Geografie
Die Stadt liegt am Río Piura im gleichnamigen Distrikt der Provinz Piura. Beim Zensus 2017 lebten 149.982 Menschen im Stadtgebiet, im Ballungsraum 473.025.

## Klimatabelle
|                       | Jan  | Feb  | Mär  | Apr  | Mai  | Jun  | Jul  | Aug  | Sep  | Okt  | Nov  | Dez  |   |      |
| Mittl. Tagesmax. (°C) | 33,4 | 34,3 | 34,5 | 33,4 | 31,2 | 28,9 | 28,1 | 28,6 | 29,3 | 29,8 | 30,4 | 32,0 | ⌀ | 31,1 |
| Mittl. Tagesmin. (°C) | 20,1 | 21,1 | 21,0 | 19,6 | 17,1 | 16,4 | 15,5 | 15,4 | 15,5 | 15,8 | 16,6 | 18,0 | ⌀ | 17,7 |
|                       |      |      |      |      |      |      |      |      |      |      |      |      |   |      |
| Niederschlag (mm)     | 5,4  | 8,3  | 18,1 | 4,1  | 0,1  | 0,0  | 0,7  | 0,0  | 0,0  | 1,7  | 1,1  | 0,6  | Σ | 40,1 |

| 20,1 |

| 21,1 |

| 21,0 |

| 19,6 |

| 17,1 |

| 16,4 |

| 15,5 |

| 15,4 |

| 15,5 |

| 15,8 |

| 16,6 |

| 18,0 |

| 20,1 |

| 21,1 |

| 21,0 |

| 19,6 |

| 17,1 |

| 16,4 |

| 15,5 |

| 15,4 |

| 15,5 |

| 15,8 |

| 16,6 |

| 18,0 |

## Geschichte

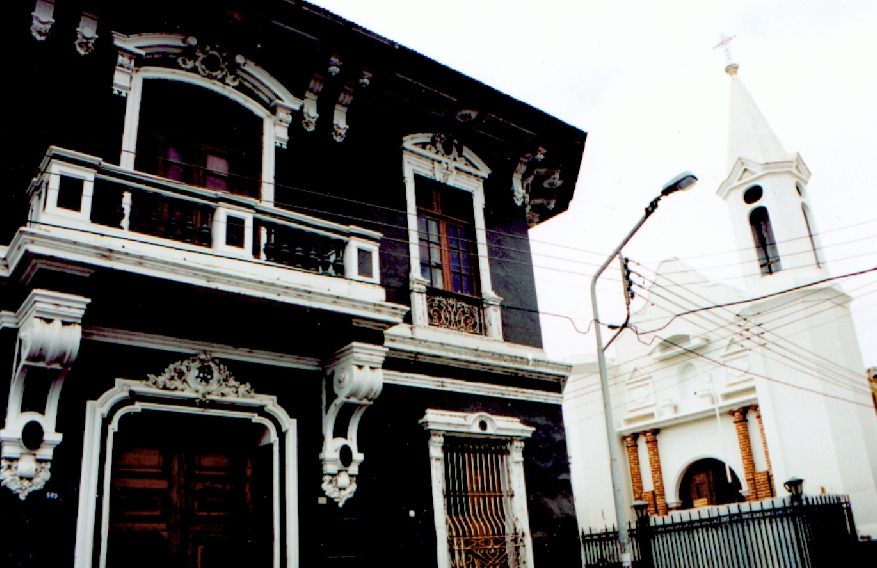
Häuser aus der Kolonialzeit

Piura wurde 1532 am Ufer des Río Chira von Francisco Pizarro als San Miguel de Tangarará gegründet und war damit die erste spanische Stadt auf Boden des heutigen Peru. Wenige Jahre später wurde sie ca. 38 km weiter südöstlich als San Miguel de Piura an die heutige Stelle verlegt. Aus der Kolonialzeit sind nur wenige Gebäude erhalten. Die Kathedrale stammt von 1588.
Ab 1877 hatte Piura mit der Bahnstrecke Paita–Piura Eisenbahnanschluss zur Küste. 1959 wurde die Bahnstrecke stillgelegt. Die Strecke wurde als Schmalspurbahn ins südlich gelegene Catacaos verlängert. Diese Bahn stellte ihren Betrieb 1937 ein.

## Wissenswert
Literarisch weltweit bekannt wurde die Stadt durch den Roman „La casa verde“ (deutschsprachiger Titel: Das grüne Haus) von Mario Vargas Llosa.
Berühmtester Sohn der Stadt ist der peruanische Admiral und Nationalheld Miguel Grau Seminario.

## Städtepartnerschaften
- Bahía Blanca, Argentinien